# 克列谢克站
克列谢克站是一座布拉格地铁B线的地铁站。此站站名取自于捷克著名的發明家、電氣工程師和企業家——弗兰蒂谢克·克列谢克（František Křižík）。